# Forcipomyia adversari
Forcipomyia adversari är en tvåvingeart som beskrevs av Debenham 1987. Forcipomyia adversari ingår i släktet Forcipomyia och familjen svidknott. Inga underarter finns listade i Catalogue of Life.